# Сухокарасук (река)
Сухокарасук — река в Омской области России. Устье реки находится в 6 км по правому берегу реки Бызовка. Длина реки составляет 36 км.
В 8 км от устья, по правому берегу реки впадает река Кайлинка.

## Данные водного реестра
По данным государственного водного реестра России относится к Иртышскому бассейновому округу, водохозяйственный участок реки — Иртыш от впадения реки Омь до впадения реки Ишим, без реки Оша, речной подбассейн реки — бассейны притоков Иртыша до впадения Ишима. Речной бассейн реки — Иртыш.